# Profesionalen Futbolen Klub Beroe 2016-2017

## Rosa
| N. |                       | Ruolo | Calciatore      |
| -- | --------------------- | ----- | --------------- |
| 1  | Bulgaria (bandiera)   | P     | Mihail Mihailov |
| 3  | Ghana (bandiera)      | C     | Carlos Ohene    |
| 4  | Giappone (bandiera)   | C     | Kōhei Katō      |
| 5  | Bulgaria (bandiera)   | D     | Asen Georgiev   |
| 7  | Bulgaria (bandiera)   | C     | Martin Rajnov   |
| 11 | Finlandia (bandiera)  | A     | Ville Salmikivi |
| 12 | Slovacchia (bandiera) | P     | Dušan Perniš    |
| 13 | Bulgaria (bandiera)   | C     | Nikola Gavov    |
| 14 | Bulgaria (bandiera)   | A     | Georgi Božilov  |
| 15 | Bulgaria (bandiera)   | D     | Georgi Dinkov   |

| N. |                     | Ruolo | Calciatore       |
| -- | ------------------- | ----- | ---------------- |
| 19 | Bulgaria (bandiera) | D     | Plamen Tenev     |
| 20 | Bulgaria (bandiera) | C     | Rusi Chernakov   |
| 23 | Bulgaria (bandiera) | C     | Borislav Tsonev  |
| 24 | Croazia (bandiera)  | A     | Mateas Delić     |
| 27 | Bulgaria (bandiera) | C     | Denislav Stančev |
| 28 | Bulgaria (bandiera) | D     | Veselin Penev    |
| 30 | Bulgaria (bandiera) | C     | Atanas Panov     |
| 33 | Bulgaria (bandiera) | D     | Nadim Angelov    |
| 91 | Bulgaria (bandiera) | C     | Erik Počanski    |